# Iron Mountain
Iron Mountain är en stad i delstaten Michigan i USA. Invånarantalet 2010 var 7 624.
Staden är residensstad i Dickinson County. I staden föddes 1906 den svenska friidrottaren tillika den mot sitt nekande dömde mördaren Olle Möller.

### Fotnoter
1. ↑  ”Community Facts” (på engelska). American Factfinder. 14 mars 2010. Arkiverad från originalet den 10 december 2014. https://web.archive.org/web/20141210041242/http://factfinder2.census.gov/faces/nav/jsf/pages/community_facts.xhtml. Läst 8 februari 2014.
2. ↑  ”Find a County” (på engelska). National Association of Counties. Arkiverad från originalet den 22 februari 2014. https://web.archive.org/web/20140222062021/http://www.uscounties.org/cffiles_web/counties/county.cfm?id=26043&#PAGETOP. Läst 8 februari 2014.
3. ↑   Folkräkning 1910 - Almby församling, Örebro län, bildid: Folk_118010-044. Riksarkivet. 1910. sid. 44. https://sok.riksarkivet.se/bildvisning/Folk_118010-044. Läst 25 maj 2022